# ولسوالی ناوه بارکزائی
ناوۀ بارکزایی یکی از ولسوالی‌های ولایت هلمند در جنوب افغانستان است. جمعیت آن در سال ۲۰۰۸ میلادی، ۸۹٬۸۱۴ نفر اعلام شده‌است. باشندگان این ولسوالی متشکل از پشتون‌ها هست.